# Cryptomalus montivagus
Cryptomalus montivagus är en skalbaggsart som först beskrevs av Lewis 1892.  Cryptomalus montivagus ingår i släktet Cryptomalus och familjen stumpbaggar. Inga underarter finns listade i Catalogue of Life.